# تاریخ جنگ سرد کمبریج
تاریخ جنگ سرد کمبریج (به انگلیسی: The Cambridge History of the Cold War) کتابی سه جلدی است که در سال ۲۰۱۰ توسط انتشارات دانشگاه کمبریج منتشر شد.